# KRC Genk in het seizoen 2002/03
Een overzicht van KRC Genk in het seizoen 2002/03, waarin de club voor het eerst deelnam aan de UEFA Champions League.

## Spelerskern
| Nr.           | Naam               | Nationaliteit           | Geboortedatum | Vorige club                    |
| ------------- | ------------------ | ----------------------- | ------------- | ------------------------------ |
| Keepers       |                    |                         |               |                                |
| 1             | Jan Moons          | België                  | 26-09-1970    | 1999-2000 Germinal Beerschot   |
| 26            | Davy Schollen      | België                  | 28-02-1978    | 1999-2002 Sint-Truidense VV    |
| 27            | Logan Bailly       | België                  | 27-12-1985    | /                              |
| Verdedigers   |                    |                         |               |                                |
| 2             | Igor Tomašić       | Kroatië                 | 14-12-1976    | 2000-2002 Roda JC              |
| 4             | Didier Zokora      | Ivoorkust               | 14-12-1980    | 1999-2000 ASEC Mimosas         |
| 5             | Wilfried Delbroek  | België                  | 25-08-1972    | 1992-1995 KVV Overpelt Fabriek |
| 7             | Almir Sulejmanović | Slovenië                | 26-01-1978    | 2001-2002 NK Celje             |
| 13            | Akram Roumani      | Marokko                 | 01-04-1978    | 1998-2000 Maghreb Fez          |
| 16            | Denis Dasoul       | België                  | 20-07-1983    | 2001-2002 Perugia              |
| 17            | Hans Leenders      | België                  | 21-09-1980    | 1998-1999 RFC de Liège         |
| 18            | Kevin Vanbeuren    | België                  | 31-01-1981    | /                              |
| 25            | Marco Ingrao       | Italië / België         | 26-07-1982    | 1998-1999 RFC de Liège         |
| 31            | Mike Mampuya       | Congo-Kinshasa / België | 17-01-1983    | /                              |
| Middenvelders |                    |                         |               |                                |
| 3             | Seyfo Soley        | Gambia                  | 15-07-1981    | 2000-2002 KSC Lokeren          |
| 6             | Mirsad Bešlija     | Bosnië en Herzegovina   | 06-07-1979    | 2000-2001 FK Željezničar       |
| 10            | Josip Skoko        | Australië               | 10-12-1975    | 1995-1999 Hajduk Split         |
| 12            | Thomas Chatelle    | België                  | 31-03-1981    | 2000 KV Mechelen               |
| 14            | Bernd Thijs        | België                  | 28-06-1978    | 1995-2000 Standard Luik        |
| 20            | Koen Daerden       | België                  | 10-12-1975    | /                              |
| 22            | Justice Wamfor     | Kameroen                | 05-08-1981    | 2000-2001 Racing Bafoussam     |
| 23            | Vincent Euvrard    | België                  | 12-03-1982    | 2001-2002 Cercle Brugge        |
| 28            | Sidi Farssi        | België                  | 30-12-1981    | /                              |
| 16            | Dominik Beršnjak   | Slovenië                | 26-01-1978    | 1997-2002 NK Celje             |
| Aanvallers    |                    |                         |               |                                |
| 8             | Wesley Sonck       | België                  | 09-08-1978    | 1998-2000 Germinal Beerschot   |
| 9             | Moumouni Dagano    | Burkina Faso            | 01-01-1981    | 2000-2001 Germinal Beerschot   |
| 11            | Kevin Vandenbergh  | België                  | 16-05-1983    | 1999-2002 KVC Westerlo         |
| 15            | Igor de Camargo    | Brazilië / België       | 12-05-1983    | /                              |
| 30            | Takayuki Suzuki    | Japan                   | 05-06-1976    | 2000-2002 Kashima Antlers      |

### Technische staf
|                    |                       |                 |
| Functie            | Naam                  | Nationaliteit   |
| Coach              | Sef Vergoossen (foto) | Nederland       |
| Assistent-coach    | Pierre Denier         | België          |
| Assistent-coach    | Jos Daerden           | België          |
| Keeperstrainer     | Guy Martens           | België          |
| Beloftencoach      | Roland Janssen        | België          |
| Ploegafgevaardigde | Tony Greco            | Italië / België |

## Resultaten
Een overzicht van de competities waaraan Genk in het seizoen 2002-2003 deelnam.
| Seizoen 2002/03  | Seizoen 2002/03 | Seizoen 2002/03                      |
| Competitie       | Resultaat       | Uitgeschakeld door / Tegenstander(s) |
| ---------------- | --------------- | ------------------------------------ |
| Jupiler League   | Zesde           |                                      |
| Beker van België | 1/8 finale      | La Louvière                          |
| Supercup         | Finalist        | Club Brugge                          |
| Champions League | Groepsfase      | Real Madrid, AS Roma, AEK Athene     |

## Uitrustingen
Shirtsponsor(s): Nitto Denko / Carglass / Euphony / Essec

Sportmerk: Kappa
| Thuis | Uit | Alternatief | Doelman |

## Transfers

### Zomer
| Naam               | Nationaliteit        | Van/naar          | Type       |
| ------------------ | -------------------- | ----------------- | ---------- |
| Inkomend           |                      |                   |            |
| Kevin Vandenbergh  | België               | KVC Westerlo      | Gekocht    |
| Davy Schollen      | België               | Sint-Truidense VV | Gekocht    |
| Denis Dasoul       | België               | Perugia           | Gekocht    |
| Vincent Euvrard    | België               | Cercle Brugge     | Gekocht    |
| Mike Mampuya       | België               | RSC Anderlecht    | Gekocht    |
| Seyfo Soley        | Gambia               | KSC Lokeren       | Gekocht    |
| Almir Sulejmanović | Slovenië             | NK Celje          | Gekocht    |
| Igor Tomašić       | Kroatië              | Roda JC           | Gekocht    |
| Takayuki Suzuki    | Japan                | Kashima Antlers   | Huur       |
| Uitgaand           |                      |                   |            |
| David Paas         | België               | KVC Westerlo      | Verkocht   |
| Stefan Teelen      | België               | La Louvière       | Verkocht   |
| Rachid Tibari      | België               | Heracles Almelo   | Verkocht   |
| Bram Castro        | België               | Sint-Truidense VV | Verkocht   |
| István Brockhauser | Hongarije            | Újpest FC         | Verkocht   |
| Juha Reini         | Finland              | AZ                | Verkocht   |
| Blessing Kaku      | Nigeria              | Hapoel Beër Sjeva | Verkocht   |
| Ervin Fakaj        | Albanië              | MSV Duisburg      | Verkocht   |
| Jürgen Colin       | Nederland / Suriname | PSV               | Einde huur |

### Winter
| Naam              | Nationaliteit | Van/naar             | Type     |
| ----------------- | ------------- | -------------------- | -------- |
| Inkomend          |               |                      |          |
| Dominik Beršnjak  | Slovenië      | NK Celje             | Gekocht  |
| Uitgaand          |               |                      |          |
| Denis Dasoul      | België        | Schwarz-Weiß Bregenz | Verkocht |
| Wilfried Delbroek | België        | Heusden-Zolder       | Huur     |
| Kevin Vanbeuren   | België        | Heusden-Zolder       | Huur     |

## Competitie

### Klassement
|         |    |                    | P  | W  | G | V  | +  | -  | DS  | Ptn |
| ------- | -- | ------------------ | -- | -- | - | -- | -- | -- | --- | --- |
| K (CL)  | 1  | Club Brugge        | 32 | 25 | 4 | 3  | 96 | 33 | +63 | 79  |
| (CL)    | 2  | Anderlecht         | 32 | 23 | 2 | 7  | 72 | 33 | +39 | 71  |
| (UEFA)  | 3  | Lokeren            | 32 | 18 | 6 | 8  | 69 | 51 | +18 | 60  |
|         | 4  | Sint-Truiden       | 32 | 16 | 8 | 8  | 63 | 44 | +19 | 56  |
|         | 5  | Lierse             | 32 | 16 | 8 | 8  | 51 | 41 | +10 | 56  |
|         | 6  | Genk               | 32 | 16 | 7 | 9  | 73 | 52 | +21 | 55  |
|         | 7  | Standard Luik      | 32 | 14 | 8 | 10 | 53 | 39 | +14 | 50  |
|         | 8  | AA Gent            | 32 | 15 | 2 | 15 | 49 | 55 | −6  | 47  |
|         | 9  | Mons               | 32 | 13 | 4 | 15 | 45 | 45 | +0  | 43  |
|         | 10 | Westerlo           | 32 | 12 | 4 | 16 | 39 | 46 | −7  | 40  |
|         | 11 | Beveren            | 32 | 12 | 2 | 18 | 52 | 69 | −17 | 38  |
|         | 12 | Antwerp            | 32 | 9  | 7 | 16 | 44 | 55 | −11 | 34  |
|         | 13 | Moeskroen          | 32 | 9  | 5 | 18 | 42 | 72 | −30 | 32  |
|         | 14 | Germinal Beerschot | 32 | 8  | 7 | 17 | 49 | 57 | −8  | 31  |
| (beker) | 15 | Louvière           | 32 | 7  | 9 | 16 | 34 | 44 | −10 | 30  |
|         | 16 | Charleroi          | 32 | 6  | 9 | 17 | 39 | 66 | −27 | 27  |
| D       | 17 | KV Mechelen        | 32 | 4  | 6 | 22 | 18 | 86 | −68 | 18  |
| /       | /  | Lommel             | 0  | 0  | 0 | 0  | 0  | 0  | 0   | 0   |

P: wedstrijden gespeeld, W: wedstrijden gewonnen, G: gelijke spelen, V: wedstrijden verloren, +: gescoorde doelpunten, -: doelpunten tegen, DS: doelsaldo, Ptn: totaal punten
K: kampioen, D: degradeert, (beker): bekerwinnaar, (CL): geplaatst voor Champions League, (UEFA): geplaatst voor UEFA-beker

## Individuele prijzen
| Prijs                        | Winnaar      |
| ---------------------------- | ------------ |
| Topschutter in Eerste Klasse | Wesley Sonck |

## Afbeeldingen

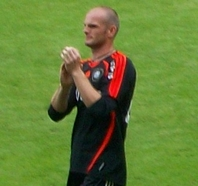
Davy Schollen (doelman)
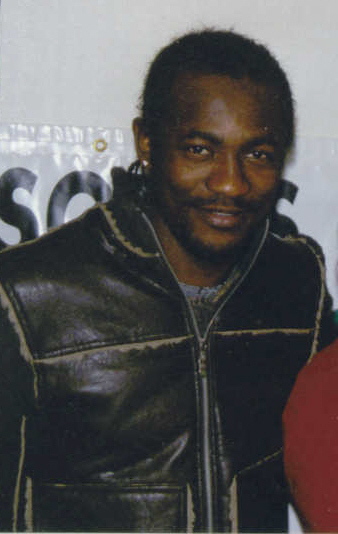
Didier Zokora (verdediger)
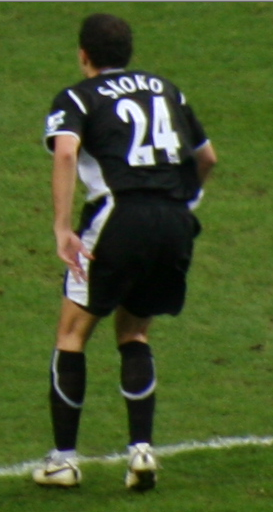
Josip Skoko (middenvelder)
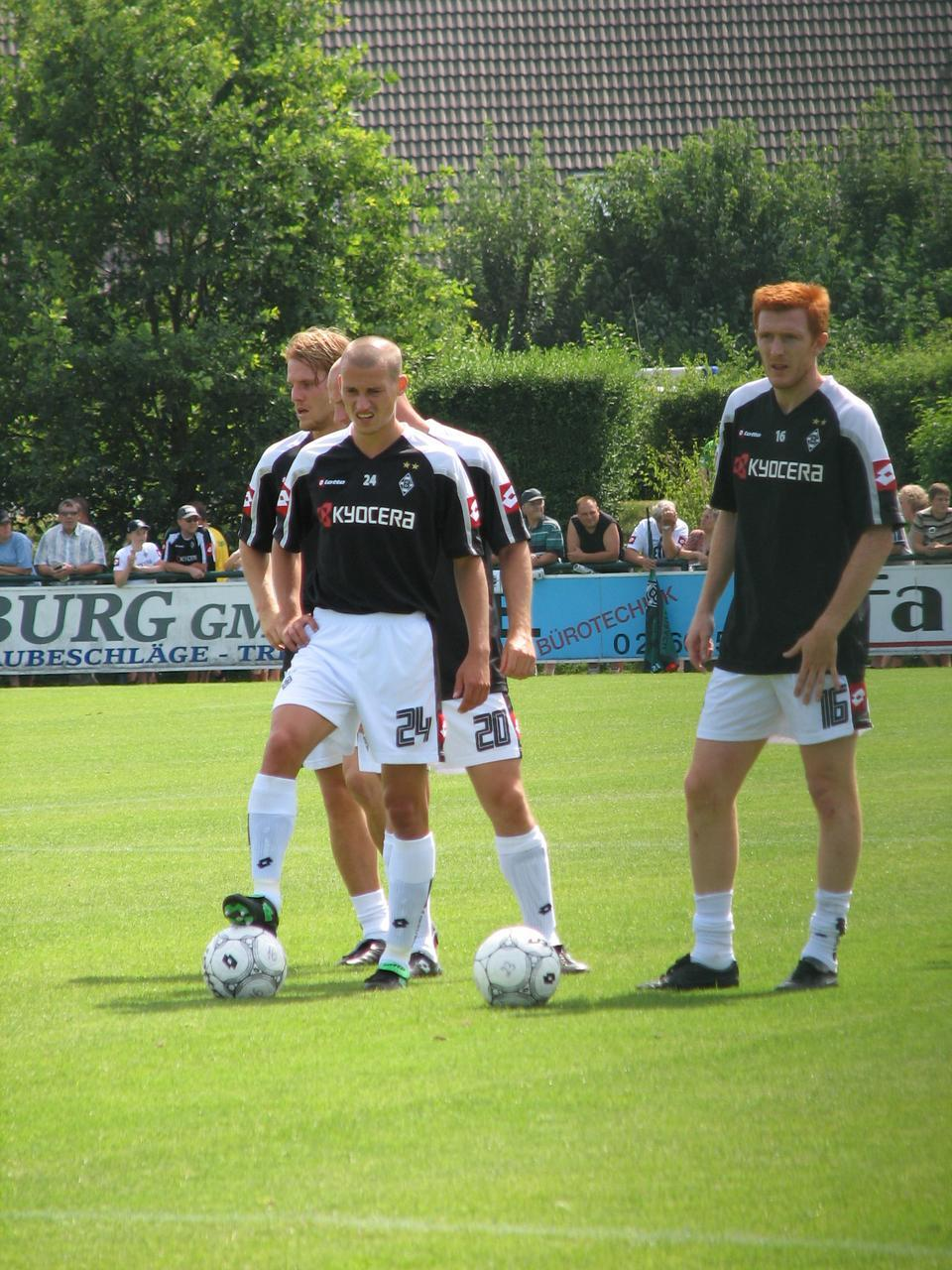
Bernd Thijs (middenvelder)
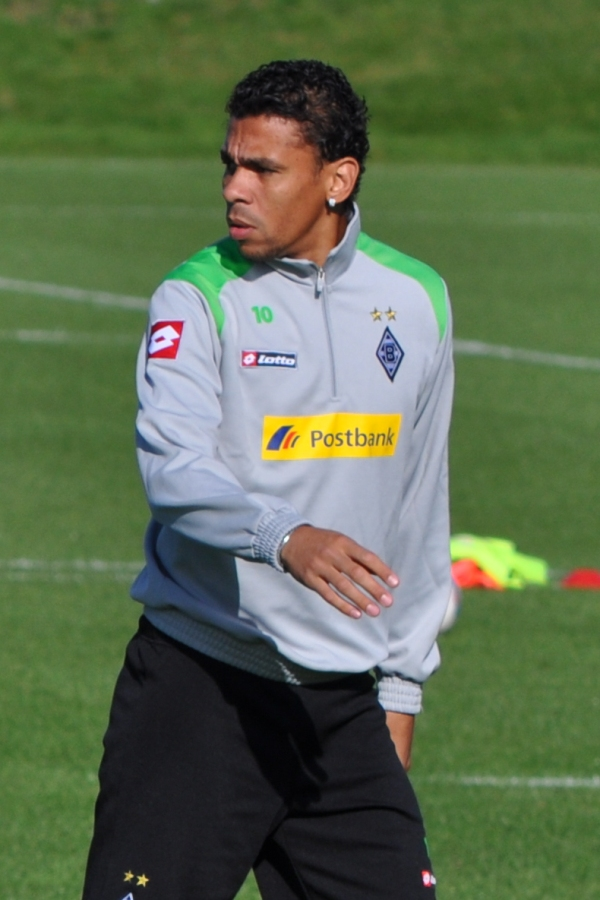
Igor de Camargo (aanvaller)
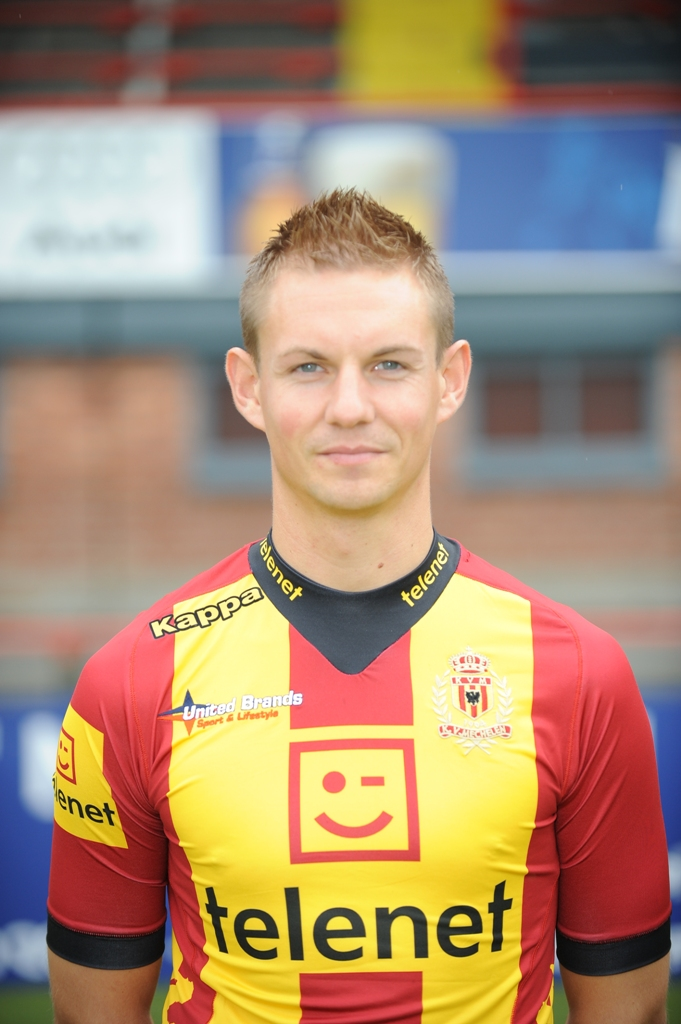
Kevin Vandenbergh (aanvaller)
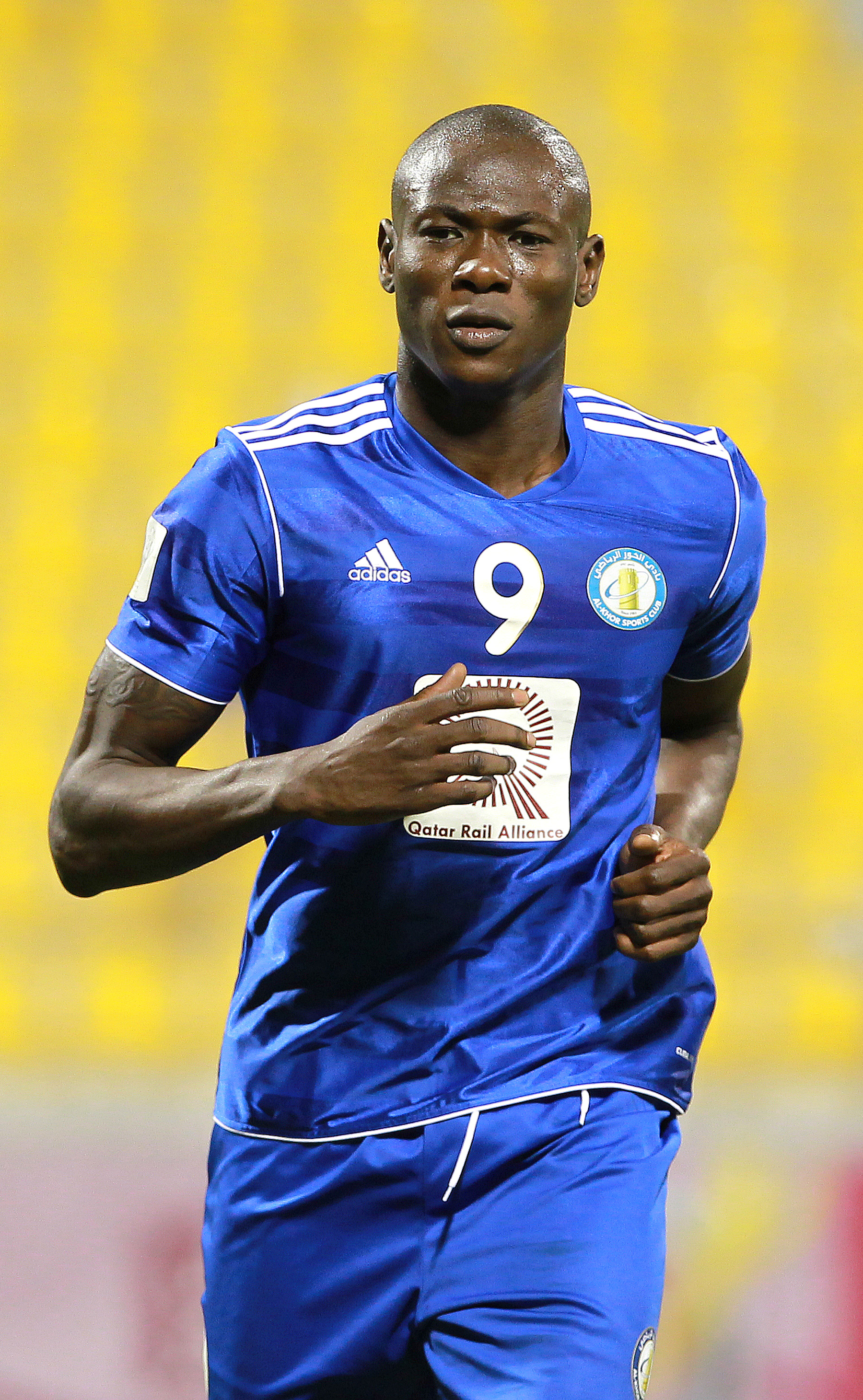
Moumouni Dagano (aanvaller)
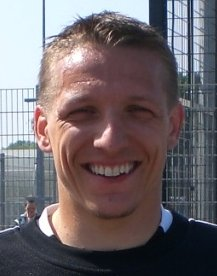
Wesley Sonck (aanvaller)